# Guy Bwelle
Guy Bwelle (Édéa, 26 febbraio 1979) è un ex calciatore camerunese, di ruolo centrocampista.

## Carriera
Inizia la sua carriera in patria nel Cintra Yaoundé. Nel 1998 viene acquistato dall'Apollōn Smyrnīs, formazione militante nella massima serie greca. Qui gioca per una stagione e mezzo in massima serie, prima di trasferirsi all'inizio del 2000 all'Apollōn Kalamarias, dove gioca per due stagioni e mezzo in seconda divisione. Nel 2003 passa al Kassandra, altro club della seconda divisione ellenica. L'anno successivo si trasferisce all'Olympiakos Volos, dove gioca altre due stagioni in seconda divisione. Chiude la sua carriera nell'Ergotelīs, in massima serie.

## Statistiche

### Presenze e reti nei club
| Stagione                  | Squadra                   | Campionato                | Campionato | Campionato | Coppe nazionali | Coppe nazionali | Coppe nazionali | Coppe continentali | Coppe continentali | Coppe continentali | Altre coppe | Altre coppe | Altre coppe | Totale | Totale |
| Stagione                  | Squadra                   | Comp                      | Pres       | Reti       | Comp            | Pres            | Reti            | Comp               | Pres               | Reti               | Comp        | Pres        | Reti        | Pres   | Reti   |
| ------------------------- | ------------------------- | ------------------------- | ---------- | ---------- | --------------- | --------------- | --------------- | ------------------ | ------------------ | ------------------ | ----------- | ----------- | ----------- | ------ | ------ |
| 1998-1999                 | Apollōn Smyrnīs           | AE                        | 17         | 1          |                 | -               | -               |                    | -                  | -                  |             | -           | -           | 17     | 1      |
| set.-dic. 1999            | Apollōn Smyrnīs           | AE                        | 3          | 0          | CG              | 2               | 1               |                    | -                  | -                  |             | -           | -           | 5      | 1      |
| Totale Apollōn Smyrnīs    | Totale Apollōn Smyrnīs    | Totale Apollōn Smyrnīs    | 20         | 1          |                 | 2               | 1               |                    | -                  | -                  |             | -           | -           | 22     | 2      |
| gen.-mag. 2000            | Apollōn Kalamarias        | BE                        | ?          | ?          |                 | -               | -               |                    | -                  | -                  |             | -           | -           | ?      | ?      |
| 2000-2001                 | Apollōn Kalamarias        | BE                        | 23         | 2          | CG              | 1               | 2               |                    | -                  | -                  |             | -           | -           | 24     | 4      |
| 2001-2002                 | Apollōn Kalamarias        | BE                        | 3          | 0          | CG              | 5               | 2               |                    | -                  | -                  |             | -           | -           | 8      | 2      |
| Totale Apollōn Kalamarias | Totale Apollōn Kalamarias | Totale Apollōn Kalamarias | 26+        | 2+         |                 | 6               | 4               |                    | -                  | -                  |             | -           | -           | 32+    | 6+     |
| 2003-2004                 | Kassandra                 | BE                        | 24         | 4          | CG              | 2               | 0               |                    | -                  | -                  |             | -           | -           | 26     | 4      |
| 2004-2005                 | Olympiakos Volos          | BE                        | 23         | 4          | CG              | 2               | 0               |                    | -                  | -                  |             | -           | -           | 25     | 4      |
| 2005-2006                 | Olympiakos Volos          | BE                        | 25         | 6          | CG              | 1               | 0               |                    | -                  | -                  |             | -           | -           | 26     | 6      |
| Totale Olympiakos Volo    | Totale Olympiakos Volo    | Totale Olympiakos Volo    | 48         | 10         |                 | 3               | 0               |                    | -                  | -                  |             | -           | -           | 51     | 10     |
| 2006-2007                 | Ergotelīs                 | SL                        | 5          | 0          | CG              | 1               | 0               |                    | -                  | -                  |             | -           | -           | 6      | 0      |
| Totale carriera           | Totale carriera           | Totale carriera           | 123+       | 17+        |                 | 14              | 5               |                    | -                  | -                  |             | -           | -           | 137+   | 22+    |